# Girolama Orsini
Girolama Orsini (Roma, 1503-Viterbo, 1569) fue miembro de la casa de Orsini. Era duquesa de Parma y Plasencia por su matrimonio con Pedro Luis Farnesio.

## Biografía
Era la tercera hija de Ludovico Orsini, conde de Pitigliano, y Giulia de Giacomo Conti. Nació y creció en el castillo de su padre en Pitigliano. La vida en el círculo familiar no duró mucho tiempo, ya que a los diez años, en 1513, fue elaborado un contrato de compromiso entre los Orsini y Pedro Luis Farnesio. En 1519, cuando Girolama tenía 16 años, la boda fue celebrada con gran esfuerzo en Valentano, en el castillo de los Farnesio. Este matrimonio fue celebrado en versos latinos por el preceptor de Pedro Luis, el famoso humanista Baldassare Molossi de Casalmaggiore, llamado Tranquillius. Su marido era el hijo ilegítimo del papa Paulo III y su amante, Silvia Ruffini. 
El matrimonio de Girolama no era naturalmente por amor, sino que formaba parte de las políticas de la familia de su suegro, el papa Paulo III, que quería establecer a su hijo como príncipe hereditario en Italia, por lo tanto, quería que se casara con la hija de la poderosa casa de Orsini, quien estaba a la cabeza del partido amistoso pro papal de los güelfos. La estrategia de Paulo III resultó ser muy exitosa: el matrimonio de su único hijo con Girolama fue fértil, sus descendientes gobernaron durante casi 200 años como los duques de Parma y Plasencia, casados con las principales familias de Europa.  
Girolama vivió los primeros años de su matrimonio en el castillo Valentano en la provincia de Viterbo, que desde la época del cardenal Gil Álvarez de Albornoz - entre 1353 a 1367 fue el legado papal en Italia - era posesión de Farnesio. Después de la terminación de la prevista residencia, del Palacio Farnesio en Gradoli (en la provincia de Viterbo, cerca de Valentano) por Antonio da Sangallo el Joven (1483-1546), Girolama vivió allí con su familia.
La tranquilidad y el ambiente rural les gustaba a Girolama y sus hijos, pero pronto perturbó a su marido Pedro Luis, quien instó a probarse a sí mismo como un comandante. Demostró no ser un condotiero ordinario; se convirtió en el estereotipo de un valiente, atrevido, pero al mismo tiempo, también señor de la guerra salvaje y amoral, expropiando incluso a sus propios familiares, los desposeídos a sí mismos en contra de sus parientes y abandonando el partido pro papal de los güelfos bajó la postura de su familia, para entrar en los ejércitos imperiales.
Así tomó parte en 1527 en el Saco de Roma, el saqueo infame de Roma por los mercenarios alemanes y españoles del emperador Carlos V, que de ese modo compensaban la falta de pago militar. Tuvo éxito en 1528 en Manfredonia, y luego en la Toscana bajo Ferrante I Gonzaga.
Girolama por lo tanto, casi siempre abandonada, se hizo cargo de la educación de los hijos. Es descrita en fuentes contemporáneas como particularmente virtuosa y piadosa, pero no se describe como una personalidad política o cultural excepcional. A pesar de un matrimonio sin amor, Girolama siguió siendo una esposa fiel y devota, tolerando los excesos, la brutalidad, y extravagancias de Pedro Luis con dignidad. Este rasgo mostró, entre otras cosas, que Pedro Luis fue excomulgado y desterrado por el papa a causa de la violencia excesiva.

## Nuera del papa
Un punto de inflexión crucial en la vida de Girolama surgió cuando el cardenal Alejandro Farnesio se convirtió en el papa Paulo III en 1534. No era sólo una ocasión este alto llamado para celebrar dentro de la familia, pero tuvo rápidamente también ventajas directas. El 18 de diciembre de ese mismo año, su hijo Alejandro fue nombrado cardenal, a los 14 años. El emperador Carlos V, que quiso asegurar la buena voluntad del nuevo papa en la lucha contra Francia, dio a su marido Pedro Luis el marquesado de Novara, mientras que su suegro lo nombró capitán general de la Iglesia, duque de Castro en 1537, y finalmente duque de Parma y Plasencia en 1545. 
En 1537 se sentó temporalmente en la posesión del condado Pitigliano, que había sido de su hermano, Giovani Francisco Orsini, revocado porque él había entrado al servicio del rey de Francia.
Su marido fue asesinado en 1547, y Girolama le sobrevivió, muriendo cerca de los 67 años, en el Palacio Farnesio en Plasencia en 1569. Fue enterrada en la cripta Farnesio en la basílica de Santa María de la Steccata, en Bolsena.

## Descendencia
Tuvieron 5 hijos:
- Octavio, sucesor de Pedro Luis como duque de Parma.
- Alejandro, obispo de Parma y cardenal de la Iglesia católica.
- Ranuccio, cardenal.
- Victoria Farnesio, que casó con Guidobaldo II della Rovere, duque de Urbino.
- Horacio Farnesio, segundo duque de Castro, que se casó en 1553 con Diana de Francia.